# PennSound
PennSound est un site rattaché à l'université de Pennsylvanie, faisant partie d'un complexe destiné à la diffusion de la poésie et de la littérature américaine et anglophone. Ce complexe est un triptyque comprenant la revue Jacket2, la Kelly Writers House et PennSound. Ces trois services sont dirigés par Al Filreis, directeur du département de littérature anglaise de l'université de Pennsylvanie et Charles Bernstein professeur de littérature anglaise et de littérature comparée à l'université de Pennsylvanie. Ce dispositif est chapeauté par le Center for Programs in  Contemporary Writing. Dans ce dispositif, la mission de PennSound est de diffuser gratuitement des documents audiovisuels et audiophoniques contenant principalement des interviews de poètes, des lectures de poèmes.

## Présentation
PennSound, service associé de l'université de Pennsylvanie, est un site en ligne gratuit proposant des archives sonores et audiovisuelles consacré principalement à la diffusion de la poésie américaine. Le site présente une abondance d'enregistrements tirés de lectures publiques de poésies au cours des dernières décennies, et continue de s'enrichir chaque année par l'ajout de nouveaux enregistrements et de nouvelles émissions.
Le site est considéré par La Sorbonne Nouvelle comme un modèle.
Les visiteurs du site PennSound peuvent parcourir les archives d'enregistrements du site, télécharger gratuitement les documents qui leur conviennent sous format mp3, PDF et autres. 
La riche collection de PennSound en plus de la diffusion de poètes consacrés, fait également  la promotion des poètes émergeant.
En plus des lectures de poèmes réalisées par les auteurs eux-mêmes, PennSound propose une collection de conférences, d'entrevues et de talk-shows animés par Charles Bernstein, l'un des deux directeurs du site et Al Filreis. 
Un "Manifeste PennSound", publié sur le site, affirme l'engagement du projet à produire régulièrement des enregistrements de poésie gratuits et téléchargeables, dans des formats universels, avec autant d'informations bibliographiques que possible. 
En tant qu'archiviste et bibliothècaire, PennSound s'engage à fournir des dates et de la documentation pour tous ses enregistrements, afin d'enrichir les auditeurs avec l'histoire et le contexte entourant chaque lecture. 
Parmi les poètes vedettes figurent  Rae Armantrout, John Ashbery, Caroline Bergvall, Bill Berkson, Ted Berrigan, Charles Reznikoff, Robert Creeley, Forrest Gander, Pierre Joris Kenneth Koch, Marjorie Perloff, Keith Waldrop, John Wieners, C.K. Williams, William Carlos Williams, etc.